# Приразломная
Морская ледостойкая стационарная платформа (МЛСП) «Приразломная» — нефтяная платформа, предназначенная для разработки Приразломного месторождения в Печорском море. Платформа находится в 55 км к северу от посёлка Варандей в Ненецком автономном округе и в 320 км к северо-востоку от города Нарьян-Мар. В настоящий момент МЛСП «Приразломная» — единственная платформа, ведущая добычу нефти на российском арктическом шельфе.

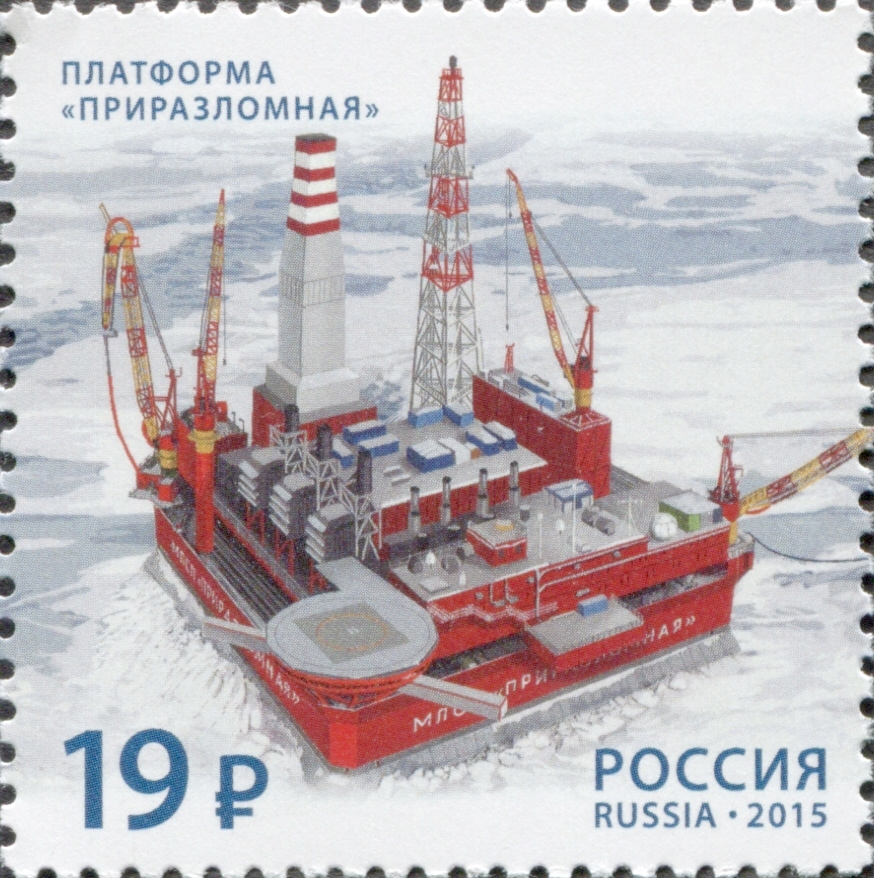
Почтовая марка России (2015 год)

Платформа построена в 1995—2011 годах на ПО «Севмаш» и эксплуатируется ООО «Газпром нефть шельф» (дочернее общество ПАО «Газпром нефть»). Платформа осуществляет все необходимые технологические операции — бурение скважин, добычу, хранение, отгрузку нефти на танкеры, выработку тепловой и электрической энергии. Первая партия арктической нефти сорта ARCO (Arctic oil) была отгружена в апреле 2014 года, а в 2017 году на «Приразломной» была добыта 5-миллионная тонна арктической нефти.
Уникальность «Приразломной» в том, что впервые в мире добыча углеводородов на арктическом шельфе ведётся со стационарной платформы в сложных условиях дрейфующих ледовых полей. Платформа рассчитана на эксплуатацию в экстремальных природно-климатических условиях, отвечает самым жёстким требованиям безопасности и способна выдержать максимальные ледовые нагрузки.

## Приразломное месторождение
Приразломное месторождение — единственное на сегодняшний день месторождение на арктическом шельфе России, где добыча нефти уже начата. Месторождение расположено на шельфе Печорского моря в 55 км к северу от посёлка Варандей. Глубина моря в районе месторождения составляет 19—20 метров. Нефть нового российского сорта получила название ARCO (Arctic oil).

## Характеристики платформы
| Персонал           | Персонал                                               | 2000 человек         |
| Вес                | собственный                                            | 317 тыс. тонн        |
| Вес                | с учётом балласта                                      | 706 тыс. тонн        |
| Габариты           | общая высота                                           | 241 м                |
| Габариты           | высота кессона                                         | 54,3 м               |
| Габариты           | кессон в нижней части                                  | 126 x 126 м          |
| Габариты           | кессон в верхней части                                 | 102 x 102 м          |
| Ёмкости кессона    | танки-хранилища товарной нефти                         | 12 шт. (113 тыс. м3) |
| Производительность | план по добыче нефти на 2017 г.                        | 2,6 млн тонн         |
| Производительность | пик добычи (после 2020 г.)                             | 5 млн тонн в год     |
| Производительность | период отгрузки нефти (при максимальном уровне добычи) | 6 суток              |
| Автономность       | смена вахт                                             | 5 суток              |
| Автономность       | пополнение материалов                                  | 10 суток             |

## Особенности платформы
Морская ледостойкая стационарная платформа (МЛСП) «Приразломная» создана специально для реализации проекта. Она обеспечивает выполнение всех технологических операций: бурение скважин, добычу, хранение, отгрузку нефти на танкеры, выработку тепловой и электрической энергии.
«Приразломная» сконструирована так, чтобы обеспечить максимальную безопасность нефтедобычи. Параметры внешней среды заложены с большим запасом — например, высота волны 10 м, которая по статистике бывает раз в 100 лет.
Специально разработанная нижняя часть платформы (кессон) способна успешно противостоять арктическому климату. Трёхметровые бетонные стенки кессона покрыты четырёхсантиметровым слоем плакированной стали, устойчивой к коррозии и износу. Запас прочности нижней части платформы многократно превосходит реально существующие нагрузки. Основание платформы может противостоять прямому торпедному удару.
Верхняя часть МЛСП защищена от воздействия льда и волн специальными ледовым и волновым дефлекторами, установленными по периметру платформы. Ледовый дефлектор — это стена высотой 16,4 м, наклонённая верхняя часть которой предотвращает переливание набегающих волн.
Сам кессон является одновременно хранилищем добытой нефти, а система хранения нефти на платформе предусматривает «мокрый» способ размещения сырья в резервуарах. При этом поток сырья, поступающий в хранилище, вытесняет балластную воду, и наоборот, при откачке нефти в танкер происходит замещение её балластной водой. Таким образом хранилище нефти постоянно заполнено жидкостью: нефтью или балластной водой, что исключает попадание в ёмкости кислорода и обеспечивает отсутствие свободной зоны для накопления взрывоопасного газа.
Платформа оборудована комплексами устройств прямой отгрузки нефти (КУПОН), работающими на основе крановой системы и позволяющими производить загрузку танкеров из нефтехранилища платформы. Отгрузка нефти осуществляется через одно из носовых приёмных устройств в зависимости от направления внешних нагрузок (волнения, дрейфа льда, течения, ветра). Особое внимание уделяется вопросам безопасности: отгрузка нефти начинается только при единовременном соблюдении 30 необходимых условий. Отгрузочная линия по перекачке нефти на танкер оборудована системой аварийной остановки и закрытия, которая срабатывает максимум за семь секунд.
На МЛСП «Приразломная» используется автоматизированная система управления и безопасности (АСУБ). Дистанционно и в автоматическом режиме АСУБ управляет процессами добычи, подготовки, хранения и отгрузки нефти, процессами производства и распределения электроэнергии, а также осуществляет контроль пожарогазовой обстановки. В случае необходимости система включает аварийную остановку оборудования и технологических процессов. Процесс полностью автоматизирован, так что влияние человеческого фактора сведено к нулю.
Платформа работает в соответствии с принципом «нулевого сброса». Использованный буровой раствор, шлам и другие отходы закачиваются в специальную поглощающую скважину.
По словам Валентина Минасяна, генерального директора компании «Фреком», которая занимается оценкой арктических проектов, технология добычи на «Приразломной» коренным образом отличается от процесса добычи в Мексиканском заливе. Поскольку глубина моря на месторождении небольшая — всего 20 метров, то она установлена непосредственно на дно. Таким образом все скважины «Приразломной» находятся непосредственно внутри платформы и с водой не контактируют, а её основание одновременно является буфером между скважиной и открытым морем. В Мексиканском заливе осуществляется глубоководная добыча нефти — расстояние между буровой и скважиной может составлять сотни метров, их соединяет сложная промежуточная конструкция.

## Начало эксплуатации
В мае 2013 года компания «Газпром нефть шельф» приняла платформу в эксплуатацию от генерального подрядчика по строительству объекта ПО «Севмаш». 10 июля 2013 года было начато бурение первой скважины, 6 октября бурение было завершено. 20 декабря 2013 года на платформе «Приразломная» была начата добыча нефти.
По сообщению пресс-службы «Газпрома», извлекаемые запасы нефти Приразломного месторождения составляют 71,96 млн тонн. Отгрузка первого танкера с нефтью Приразломного месторождения началась 18 апреля 2014 года. Команду на отгрузку дал Президент России Владимир Путин. Новый сорт добытой на российском шельфе арктической нефти ARCO (Arctic Oil) впервые поступил на мировой рынок весной 2014 года. Сырьё реализовано по прямому контракту. После увеличения объёма добычи на Приразломном месторождении часть сырья будет реализовываться на основе долгосрочных контрактов. Всего в первый год промышленной разработки месторождения на нём было добыто порядка 2,2 млн баррелей нефти (около 300 тыс. тонн).

## План предупреждения и ликвидации аварийных разливов нефти (ЛАРН)
Компания «Газпром нефть шельф» разработала и внедрила подробный план предупреждения и ликвидации аварийных разливов нефти.
План ЛАРН разработан Центральным научно-исследовательским и проектно-конструкторским институтом морского флота (ЦНИИМФ), согласован Федеральным агентством морского и речного транспорта Министерства транспорта, Министерством энергетики Российской Федерации и утверждён МЧС России. Реферат Плана по предупреждению и ликвидации разливов нефти опубликован на сайте компании «Газпром нефть шельф».
В плане рассмотрены различные сценарии рисков, произведён расчёт сил и средств для формирования аварийных подразделений. Также организованы профессиональные формирования по локализации и ликвидации возможных разливов, организовано взаимодействие с государственными профессиональными органами. Компанией закуплено специальное оборудование, которое позволит ликвидировать возможные разливы нефти в арктических условиях и сможет осуществлять сбор нефти в ледовых условиях.
С начала 2014 года компанией проведено более 100 учебно-тренировочных занятий по теме ЛАРН, самым масштабным из которых стало учение по поиску и спасению людей, а также ликвидации разливов нефти в ледовых условиях «Арктика-2017».

### Поисково-спасательные учения «Арктика-2014»
В тренировочных учениях были задействованы МЛСП «Приразломная», суда «Юрий Топчев» и «Владислав Стрижов», танкер для транспортировки нефти «Михаил Ульянов», а также катера-бонопостановщики «Вайгач», «Долгий», вездеходы «Витязь», другая техника и оборудование, предназначенные для защиты береговой линии.

#### Основные факты об учениях «Арктика-2014»
- 4 единицы авиатранспорта
- 10 плавательных средств
- 14 задействованных организаций, министерств и ведомств
- 20 единиц автомобильного транспорта
- 35 спецсредств ЛРН
- 41 единица нефтесборных систем и оборудования
- 150 участников
- 360 дней подготовки
- 5000 метров бонов

Во время учений были смоделированы ситуации по поиску и спасанию людей, терпящих бедствие на море, отработаны навыки по оказанию помощи судам, ликвидации разлива нефти на море в результате аварии танкера, защите и очистке прибрежной полосы от имитации нефтяного загрязнения. Поисково-спасательные учения «Арктика-2014» проводились в рамках выполнения межгосударственного «Соглашения о сотрудничестве в авиационном и морском поиске и спасании в Арктике», под эгидой Совета безопасности РФ при участии Минтранса, Минобороны, МЧС России, Ненецкого автономного округа, компании «Совкомфлот» и других организаций.

## Транспортная система проекта
Существующая транспортная система проекта, включающая многофункциональные ледокольные судна и два челночных танкера, позволяет выполнять полный цикл работ для бесперебойного снабжения и безопасного функционирования «Приразломной».
Суда доставляют на платформу грузы и персонал, обеспечивают технологическую и экологическую безопасность работ, осуществляют круглогодичную транспортировку нефти.
Для круглогодичной эксплуатации платформы «Приразломная» в условиях повышенных ледовых нагрузок по заказу «Газпром нефть шельф» в Норвегии было построено два многофункциональных ледокольных судна (МФЛС) — «Владислав Стрижов» и «Юрий Топчев». Суда предназначены для круглогодичного обслуживания платформы и удержания челночных танкеров во время грузовых операций.
Челночные танкеры «Михаил Ульянов» и «Кирилл Лавров» дедвейтом 70 тыс. тонн, построенные в 2009 году, предназначаются для круглогодичного вывоза нефти с месторождения. «Газпром нефть шельф» заключило договоры тайм-чартера на оба танкера сроком на 25 лет с владельцем танкеров — ОАО «Совкомфлот», которое в соответствии с решением ПАО «Газпром» выбрано оператором по транспортировке нефти с Приразломного месторождения.
Все суда имеют усиленный ледовый класс, оборудованы системой динамического позиционирования, позволяющей во время погрузки удерживать судно на одной точке несмотря на воздействие ветра и волн. Суда способны двигаться во льду кормой вперёд, оснащены современными средствами навигации и управления.
В 2016 году «Газпром нефть» запустила новую логистическую схему перевалки арктической нефти. В Кольском заливе было размещено плавучее нефтехранилище «Умба» — рейдовый комплекс для перевалки нефти, переоборудованный с учётом климатических условий Заполярья, грузовместимостью около 300 тыс. тонн с возможностью одновременной швартовки судов с двух бортов. Размещение перевалочного комплекса в незамерзающем Кольском заливе позволило существенно сократить время круговых рейсов танкеров, обеспечивающих доставку нефти с месторождений, а также использовать стандартный флот для отправки нефти потребителям. Максимальный грузооборот перевалочного комплекса составил до 15 млн т в год.

## Береговая инфраструктура
Для оперативного управления производством и для доставки вахтового персонала и грузов на платформу создана береговая инфраструктура. В её состав входят:
- Перевалочная база на Варандее с вахтовым посёлком для временного размещения персонала;
- База снабжения и база производственного обслуживания в Мурманске.

## История

### Управляющие компании
В мае 1992 года, в соответствии с Распоряжением правительства РФ от 6 апреля 1992 года, было учреждено ЗАО «Российская компания по освоению шельфа» («Росшельф»). В приложенный к распоряжению состав учредителей вошли 20 организаций в том числе «Севмаш», «Курчатовский институт», «Газпром», «Рубин», «Малахит», «Архангельскгеология» (с 1995 года — «Архангельскгеологодобыча», АГД) и другие компании, связанные с разработкой Штокмановского и Приразломного месторождений арктического шельфа.
15 марта 1993 года, на основании указа Президента РФ, «Росшельф» получает лицензии сроком на 25 лет на право поиска, оценки залежей углеводородов и добычи нефти на Приразломном нефтяном месторождении и Штокмановском газоконденсатном месторождении.
В 2001 году ОАО «Газпром» и ОАО «НК „Роснефть“» подписали соглашение о совместном освоении ряда нефтяных и газовых месторождений, расположенных в Ямало-Ненецком автономном округе и на шельфе Печорского и Баренцева морей. В 2002 году «Газпромом» (в лице «Росшельфа») и «Роснефтью» (в лице ОАО «НК „Роснефть-Пурнефтегаз“») создаётся ЗАО «Севморнефтегаз». В декабре 2002 года «Севморнефтегаз» получил лицензии на пользование недрами Приразломного и Штокмановского месторождений. В декабре 2004 года «Роснефть» продала «Газпрому» свою половину «Севморнефтегаза». 1 июня 2009 года ООО «Севморнефтегаз», 100 % акций которого принадлежат «Газпрому», было переименовано в ООО «Газпром нефть шельф». В октябре того же года Роснедра переоформили лицензии на Приразломное месторождение с ООО «Севморнефтегаз» на ООО «Газпром нефть шельф». С мая 2014 года «Газпром нефть шельф» является дочерним обществом ПАО «Газпром нефть».

### Строительство платформы

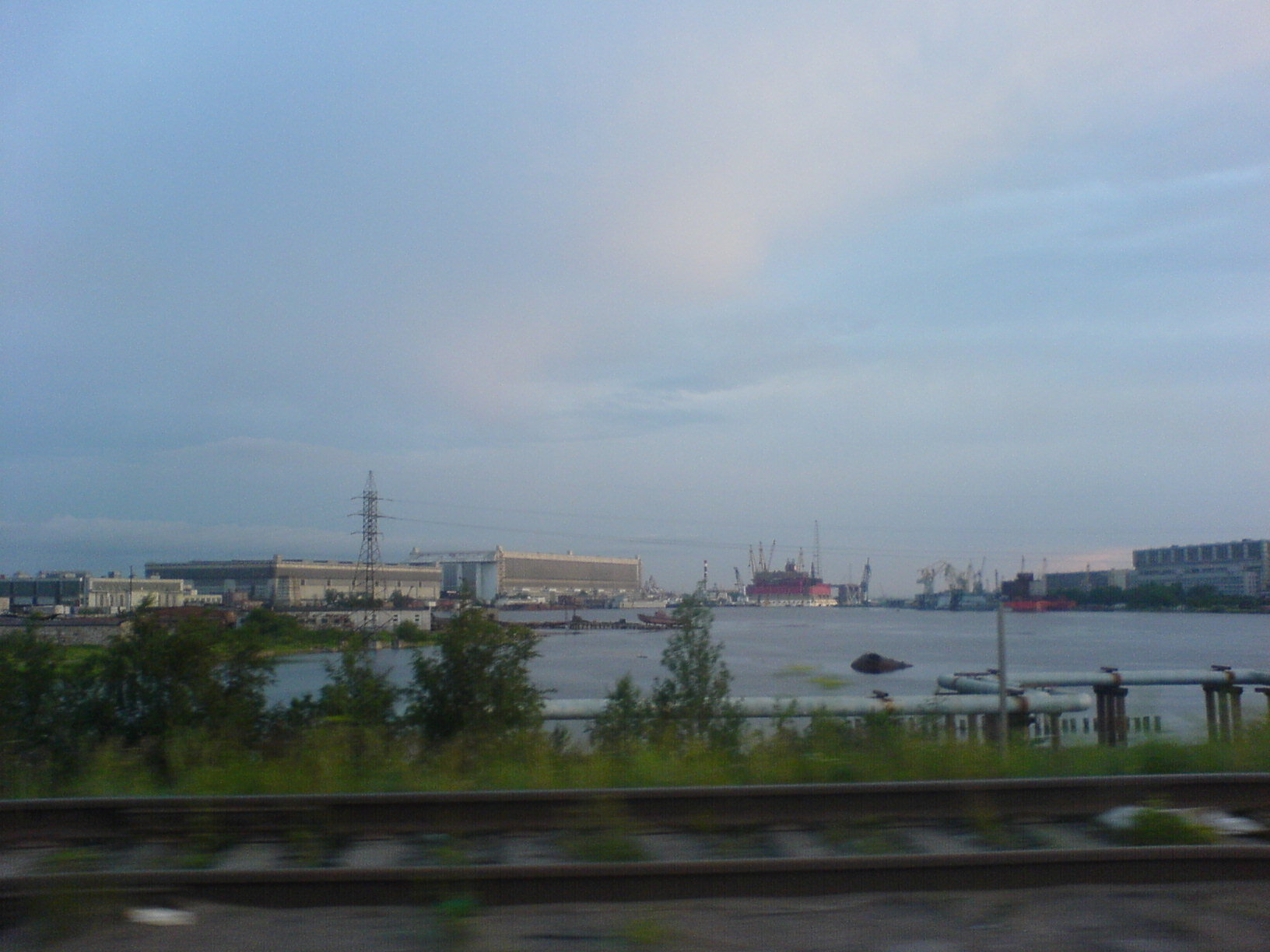
«Приразломная» в акватории «Севмаша», 2007 год

В 1995 году в 50-м цехе ПО «Севмаш» заложены днищевые секции первоначального проекта платформы «Печора» (по названию Печорского моря, в котором располагается Приразломное месторождение). В связи с изменениями проекта секции разбираются, новые чертежи поступают в мае 1996 года. Осенью 1996 года закладываются первые 16 секций МЛСП «Приразломная». Но из-за отсутствия финансирования строительство платформы приостанавливается на длительное время.
С целью удешевления и ускорения строительства «Приразломной» в 2002 году было принято решение построить нижнюю часть платформы — кессон — силами российского предприятия ФГУП "ПО «Севмаш», а верхнюю часть — жилой, буровой и технический модули — срезать с выведенной из строя иностранной платформы. Потому 13 июля 2002 года «Севморнефтегаз» и «Севмаш» заключают договор на изготовление только опорного основания платформы. 22 августа 2002 года в качестве «донора» верхней части у норвежской компании Monitor TLP Ltd была куплена списанная платформа «Хаттон» (англ. Hutton), построенная в 1984 году.
В 2003 году «Хаттон» за 21 день транспортировали из Норвегии в Кольский залив, где был произведён демонтаж оборудования и отделена верхняя часть платформы от нижней. В августе верхняя часть платформы — «Хаттон ТЛП» (англ. Hutton TLP) — была доставлена в акваторию «Севмаша».
Кессонная часть платформы была разбита по проекту на четыре отдельные части, которые были построены соответственно 27 февраля и 28 мая 2004 года, 12 мая и 25 июня 2005 года. В 2006 году производится состыковка суперблоков нижней части платформы и установка на неё верхней части «Хаттона». 22 декабря 2006 года собранная на плаву платформа поднята со дна залива и отшвартована к достроечной набережной предприятия.

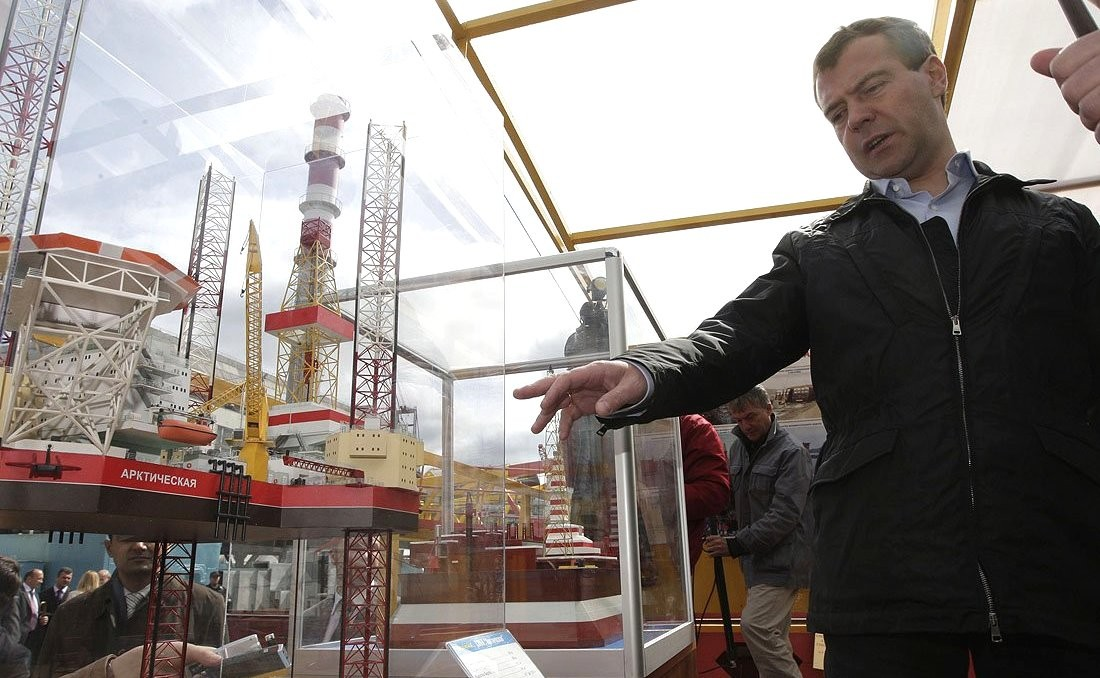
Президент РФ Дмитрий Медведев 2 июля 2009 года посетил ОАО ПО «Севмаш». На фотографии: президент около макетов СПБУ «Арктическая» (на переднем плане слева) и МЛСП «Приразломная» (в центре)

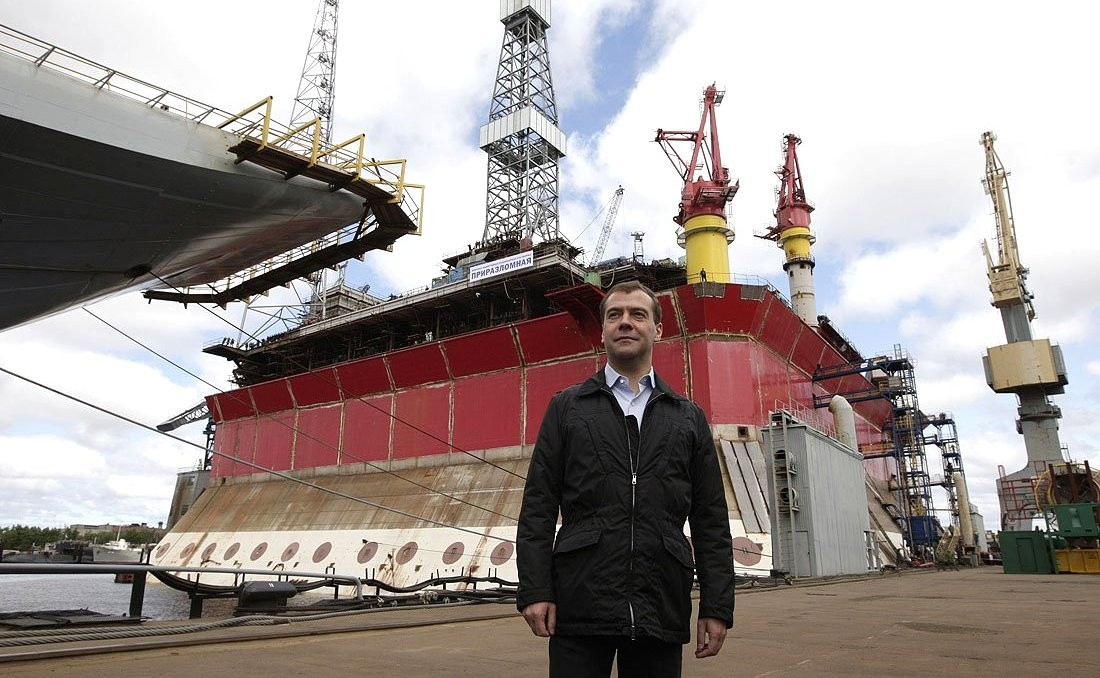
Президент РФ Дмитрий Медведев на фоне платформы «Приразломная»

16 ноября 2010 года завершился этап заводского изготовления «Приразломной». Платформа начала движение в Мурманск на СРЗ-35 для проведения второго этапа — достройки и пусконаладочных работ.
18 августа 2011 года от причала мурманского 35-го судоремонтного завода начали процесс транспортировки платформы к месту добычи нефти. 26 августа, преодолев 540 миль с помощью четырёх буксиров, «Приразломная» прибыла на точку в Печорском море. 28 августа 2011 года платформа установлена на месторождении. В соответствии с Извещениями мореплавателям № 6623/11 вокруг МЛСП «Приразломная» установлена зона радиусом 3 мили, опасная для плавания.
В сентябре-октябре 2011 года вокруг платформы произведена отсыпка защитной каменной бермы объёмом свыше 53,6 тыс. кубометров щебня и камня. В мае 2013 год «Газпром нефть шельф» приняла платформу в управление от генерального подрядчика по строительству объекта ПО «Севмаш».

### Статус платформы
МЛСП «Приразломная», в соответствии с федеральным законом от 30 ноября 1995 г. № 187-ФЗ «О континентальном шельфе Российской Федерации» является искусственным сооружением или установкой на континентальном шельфе Российской Федерации. Объявлена в российских извещениях мореплавателям 10 декабря 2011 года, выпуск 51, 9956.51, как "Платформа буровая «Приразломная» (в примечании «морская ледостойкая платформа(МЛСП)»
По решению Федерального Арбитражного суда Московского округа от 10.03.2009 «Приразломная» является стационарным (гидротехническим) сооружением, а не судном, а по более позднему решению Арбитражного суда Республики Карелия от 4 июня 2012 года — судном.
По информации раздела «Новости» сайта Администрации Ненецкого автономного округа 26 апреля 2012 года платформа «Приразломная» была зарегистрирована в государственном судовом реестре РФ в морском порту Нарьян-Мара.
В постановлении о разрешении производства осмотра в жилых помещениях судна «Arctic Sunrise» Ленинского районного суда г. Мурманска названа «морское судно — морская ледостойкая платформа „Приразломная“ (№ 19-20-02 Государственного судового реестра Российской Федерации)». Перечисленные разночтения в статусе платформы связаны с тем, что её часть доставлена на место установки, как строящееся судно. Закон, предписывающий регистрировать сооружения на континентальном шельфе в порядке, утверждённом Правительством РФ, вступил в силу 4 октября 2013 года. Уникальность платформы обусловливается ледовыми условиями, в которых она работает в зимний период.
Постановлением Правительства Российской Федерации от 25 июля 2015 г. № 760 утверждены «Правила регистрации искусственных островов, установок, сооружений, расположенных на континентальном шельфе Российской Федерации, и прав на них».

### Достройка платформы в Печорском море
Первое ЧП после вывода платформы в море случилось в середине октября того же 2011 года, когда во время 7-балльного шторма сорвало эвакуационный трап, позволяющий снимать персонал с борта платформы. Поскольку единственными очевидцами происшествия стали работники платформы, информация в СМИ появилась лишь в ноябре вместе с записями, снятыми на мобильные телефоны. В то же время, трап был не эвакуационным, а временным и проектом не предусмотрен.
К осени 2012 года платформа не была запущена в работу, после чего начало добычи отложили на год — до сентября-октября 2013 года. Решение о переносе сроков добычи связывали с нерентабельностью проекта и выявленными Министерством природы нарушениями, не позволяющими начать бурение. По словам самого генерального директора ООО «Газпром нефть шельф» Александра Манделя, российская промышленность не готова к выпуску оборудования, необходимого для разработки шельфовых месторождений. В качестве примера он упоминает платформу «Приразломная», «где 80 % оборудования — это брак, возвращаемый обратно». Позднее генеральный директор «Газпром нефть шельфа» Геннадий Любин заявлял, что основной задачей было «не достичь цели любой ценой, а в первую очередь определиться с надёжностью, работоспособностью и безопасностью объекта».
По утверждению архангельского еженедельника «Бизнес-класс», по подсчётам Организации «Гринпис» (по данным на конец 2012 года) себестоимость добычи нефти на «Приразломной» — около 30 долларов за баррель. По словам Вадима Яковлева, первого заместителя генерального директора ОАО «Газпром нефть», себестоимость добычи на пике составит около 10 долларов за баррель, что находится на уровне очень хороших шельфовых проектов. Компания рассчитывает вернуть все инвестированные средства к 2020 году.
С 2010 года на платформе функционирует вертолётная площадка, используемая для доставки персонала на платформу вертолётами из аэропорта Варандей.

## Реакция природоохранных организаций
В течение последнего десятилетия Союз охраны птиц России неоднократно обращался к проблеме воздействия добычи нефти на шельфе северных морей на природу Арктики. Первый раз месторождение «Приразломное» в числе других опасных для птиц объектов нефтегазового комплекса было упомянуто ещё в 2004 году. В 2010—2011 годах Союз охраны птиц России несколько раз обращался в дочернее предприятие «Газпрома» — компанию «Газпром нефть шельф» с просьбой предоставить проектную документацию для общественной экологической экспертизы проекта МЛСП «Приразломная». Компания «Газпром нефть шельф» опубликовала реферат плана ЛРН на сайте компании.
В августе 2011 года Союз охраны птиц России, Социально-Экологический Союз, WWF России, Гринпис России и Белонна Россия выступили с совместным заявлением, что освоение месторождения «Приразломное» неприемлемо из-за экологических и экономических рисков. Тем не менее, в конце лета 2011 года компания «Газпром нефть шельф» начала транспортировку морской платформы «Приразломная» к месту её установки в Печорском море.
В ноябре 2011 года в «Президент-Отеле» должна была состояться встреча представителей компании «Газпром нефть шельф», финской компании «Lamor», чьи технологии для ликвидации нефтяных разливов планировалось использовать на платформе «Приразломная», и общественных экологических организаций России. Прибывшие на встречу представители Союза охраны птиц России, WWF России, Гринпис России и других общественных объединений с удивлением узнали, что компания «Газпром нефть шельф» в последний момент отказалась от запланированного совещания. Отсутствовали и представители других заявленных компаний, так что обсуждать готовность (с точки зрения экологических организаций — неготовность) компаний к ликвидации аварийных разливов нефти в условиях Арктики оказалось не с кем.
В то же время, «Газпром нефть шельф» регулярно осуществляет экологический мониторинг состояния окружающей среды и морской биоты в районе месторождения. Были выполнены исследования в акватории Печорского моря в районе островов Долгий, Матвеев, Голец, Большой Зеленец и Малый Зеленец, а также изучены их наземные экосистемы. В 2013 году дополнительно был проведён мониторинг популяции атлантического моржа на острове Вайгач, который не выявил фактора беспокойства для этих животных от функционирования «Приразломной». Исследования показали, что уровень содержания загрязняющих веществ на изученных территориях не превышает установленных нормативов.
Ранним утром 24 августа 2012 года активисты Гринпис приняли участие в акции против добычи нефти в Арктике, подойдя на моторных лодках к «Приразломной» и закрепившись на швартовых канатах с помощью альпинистского снаряжения. Участники акции, в числе которых был исполнительный директор Гринпис Интернэшнл Куми Найду, развернули палатки прямо на отвесной стене платформы, готовясь провести в них несколько дней. Спустя 15 часов экологи, поливаемые из пожарных брандспойтов работниками «Приразломной», отступили. В свою очередь, компания «Газпром» выступила с заявлением, что представители «Гринпис» нарушили 500-метровую навигационную зону безопасности морской платформы «Приразломная» и при помощи альпинистского снаряжения «повисли» за её бортом. Им было предложено подняться на платформу для проведения конструктивного диалога. Однако они отказались, сказав, что «будут висеть на платформе». Акция продолжалась меньше суток. Работы на платформе не приостанавливались и осуществлялись по плану.
«Гринпис» проводит международную кампанию против промышленного освоения Арктики с июня 2012 года. Глава «Гринпис Интернэшнл» Куми Найду обращался к президенту РФ Владимиру Путину с просьбой объявить Арктику всемирным заповедником и прекратить нефтяное бурение в Северном Ледовитом океане. Он подчеркнул, что акции «Гринписа» не направлены против интересов России: «Эти протесты являются частью глобальной кампании, которую мы проводим уже в течение нескольких лет. Они направлены против бурения нефтяных скважин во всём Северном Ледовитом океане от Гренландии до Аляски».
Через несколько дней, 27 августа, была предпринята очередная акция протеста. На этот раз целью экологов стало стоящее на якоре вспомогательное судно «Анна Ахматова», обеспечивающее доставку оборудования и людей на платформу. По словам Бориса Лихмана, исполняющего обязанности заместителя генерального директора компании «Арктикморнефтегазразведка», которой принадлежит судно, активисты привязали свою резиновую лодку к якорной цепи судна «Анна Ахматова», не давая поднять якорь.

Сейчас в мире нет ни одной нефтедобывающей компании, которая может эффективно бороться с последствиями аварий на арктических широтах. Последствия разлива нефти на «Приразломной» будут огромны. А самое главное, мы в упор не видим экономической целесообразности использования этой платформы. Затраты на её работу колоссальные, риски тоже, а доля нефти в общем объёме её добычи в России минимальна — 2 %. И вообще, в чём я убеждён, выводы носят приглаженный характер. Последствия розливов могут быть хуже.
— Роман Долгов, куратор арктического направления Гринпис России.

Мне странно, когда экологи начинают рассуждать про экономику. Об экономике должны говорить специалисты, которые занимаются вопросами экономики и эффективности бизнеса. Платформа расположена не в зоне сплошного ледового покрова, льды дрейфуют. Мы считаем, что учли все нюансы, и готовы реагировать на неожиданности. Платформа сконструирована так, чтобы обеспечить максимальную безопасность. Мы все прекрасно понимаем, какова цена ошибки в нашем случае. Мы сделали всё, чтобы максимально обезопасить объект.
— Геннадий Любин, генеральный директор компании «Газпром нефть шельф».

### События в сентябре 2013
18 сентября 2013 года активистами Гринпис была предпринята попытка провести акцию протеста на МЛСП «Приразломная». Шесть активистов спустились с корабля «Arctic Sunrise» и на надувных лодках подошли к платформе. По словам исполнительного директора компании «Газпром нефть шельф» Г. П. Любина, во время появления «Гринпис» рядом с платформой там проводились подводные работы. Водолазы выполняли обязательное мониторинговое обследование технического состояния ранее пробурённых и на сегодняшний день ликвидированных разведочных скважин, защитной насыпи вокруг основания платформы (бермы), а также рыбозащитных устройств. Последствия действий активистов «Гринпис» на платформе могли бы быть самые непредсказуемые, а для водолазов — вообще трагические.
Сотрудниками подразделения специального назначения управления Пограничной службы ФСБ России по Мурманской области с «Приразломной» были задержаны и доставлены на борт ПСКР «Ладога» двое активистов. В ходе операции производилась предупредительная стрельба из автомата АК-74 и артиллерийской установки пограничного корабля.
19 сентября управление Пограничной службы ФСБ России по Мурманской области в своём ответном письме на запрос председателя наблюдательной комиссии Мурманской области по осуществлению общественного контроля за обеспечением прав человека указала, что гражданину Швейцарии Веберу Марко Поло (Weber Marco Polo) и гражданке Финляндии Саареи Сини Анукка (Saareia Sini Annukka), находившимся на воде в результате попытки проведения акции на «Приразломной», была оказана немедленная помощь в связи с переохлаждением организма.
19 сентября судно «Arctic Sunrise» было принудительно остановлено сотрудниками Пограничной службы ФСБ России в исключительной экономической зоне Российской Федерации (с применением десанта с вертолёта), задержано и через некоторое время отконвоировано в Мурманск. Следственный комитет РФ сообщил, что действия активистов могут иметь признаки пиратства (227 УК РФ). «Гринпис» заявила, что расценивает инцидент как вооружённый незаконный захват судна, которое не входило в трёхмильную запретную зону вокруг платформы.
23 октября, стало известно, что СК России переквалифицировал действия активистов «Гринпис» с «пиратства» на «хулиганство» (грубое нарушение общественного порядка, выражающее явное неуважение к обществу, совершённое с применением предметов, используемых в качестве оружия, организованной группой, связанное с сопротивлением представителю власти, ч.2 ст.213 УК РФ).
6 ноября состоялись слушания в Международном трибунале ООН по морскому праву, 22 ноября трибунал огласил решение о временных мерах: «Российская Федерация должна незамедлительно освободить судно Arctic Sunrise и всех людей, которые были арестованы, под финансовые гарантии в размере 3,6 миллиона евро со стороны Нидерландов». В ответ официальные представители РФ заявили, что Россия намерена «никак не реагировать» на решение Международного трибунала.